# SN 2001do
SN 2001do – supernowa typu II-pec odkryta 14 sierpnia 2001 roku w galaktyce UGC 11459. W momencie odkrycia miała maksymalną jasność 16,20m.